# Вільгельм III (герцог Баварії)
Вільгельм III (*Wilhelm III, 1375 — 12 вересня 1435) — герцог Баварсько-Мюнхенський у 1397—1435 роках.

## Життєпис
Походив з династії Віттельсбахів. Молодший син Іоганна II, герцога Баварсько-Мюнхенського, та Катерини Горіцької. Народився у 1375 році в Мюнхені.  У 1394—1395 роках брав участь у війні проти Стефана III, герцога Баварії-Інгольштадт, який намагався встановити владу над Баварією-Мюнхеном, проте невдало.
У 1397 році після смерті батька почав правити разом з братом Ернстом I та стрийком Стефаном III. Доволі швидко поступився ініціативою старшому братові. Втім Вільгельм IIII завжди підтримував Ернста. У 1400 році спільно з братом виступив проти Рупрехта Пфальцького, якого обрано королем Німеччини. В свою чергу Вільгельм III підтримував імператора Венцеслава Люксембурга. Водночас разом з Ернстом вів боротьбу проти стрийка, зрештою змусивши 1402 року Стефана III відмовитися від володіння Баварією-Мюнхеном.
У 1411 році в якості посланця Венцеслава Люксембурга був присутній на рейхстазі у Франкфурті-на-Майні, де під час обрання нового німецького короля віддав голос за Сигізмунда Люксембурга.
1414 року разом з братом вступив до Товариства папуги, яке було спрямоване проти Людвіга VII, герцога Баварсько-Інгольштадтського. У 1415 році перетворилося на Констанцьку лігу. У 1420—1422 роках Вільгельм III брав участь у війні проти Баварії-Інгольштадт, яка завершилася поразкою Людвіга VII.
У 1420-х роках брав участь у походах імператора Сигізмунда проти гуситів Богемії. Разом з тим сприяв герцогу Ернсту у вирішенні на користь Баварсько-Мюнхенського герцогства справи щодо Баварсько-Штраубінської спадщини.
У 1431 році брав участь у Базельському соборі, де було 1433 року укладено Компактат, що наблизив замирення імператора з поміркованими гуситами (чашниками). У 1433 році Вільгельм III одружився з Маргаритою Клевською, донькою графа Адольфа Клеве-Марка. З початку 1430-х років вважався спадкоємцем імператора Сигізмунда.
Помер у 1435 році. Йому спадкував малолітній син Адольф та брат Ернст.

## Родина
Дружина — Маргарита Клевська, донька Адольфа II, герцога Клевського, графа Марк.
Діти:
- Адольф (1434—1441), герцог Баварсько-Мюнхенський у 1435—1441 роках
- Вільгельм (1435)

Бастард:
- Конрад фон Егенгофен